# 鹿取義隆
鹿取 義隆（かとり よしたか、1957年3月10日 - ）は、高知県香美市出身の元プロ野球選手（投手、右投右打）・野球指導者。現役時代は読売ジャイアンツと西武ライオンズで中継ぎ・抑えとして活躍した。

## 経歴

### アマチュア時代
高知商では1973年、2年の夏に背番号10の控え投手として甲子園に出場。2回戦（初戦）で山倉和博を擁する東邦高に逆転勝ち、3回戦は盛岡三高を延長14回サヨナラ勝ちで降しベスト8に進出。準々決勝ではこの大会に優勝した金光興二、達川光男らを擁する広島商にあたり、エース浜田良彦（近大）の足がつって、急遽救援で登板したが、達川にホームランを打たれチームも2対7で敗れた。当時はプロに行けるとは思っていなかったが、広島商の野球のレベルの高さを肌で感じられたことは財産になった。
1974年、3年夏は高知県大会の3回戦で、杉村繁を四番打者として同年の南四国大会を制した高知高に0対2で敗れ、甲子園出場はならなかった。
高校の先輩が数名在籍していた事もあり、野球部のセレクションを受けて明治大学に進学した。同期には高橋三千丈や豊田誠佑がいた。1年の春から打撃投手を務め、東京六大学野球リーグでは1976年春季リーグからベンチ入りしている。監督島岡吉郎の下で毎日500球を投げ込むほどの猛練習を重ね、高橋とともに投手陣を支えた。
1977年春季リーグの早稲田大学との3回戦では、6回から高橋を救援し、道方康友（日本鋼管）と延長15回まで投げ合ってチームはサヨナラ勝ちを収めた。この試合直後に島岡監督から泣きながら投球を賞賛され、初めて島岡一族の一員になれた事を実感したという。同年は日米大学野球の日本代表に初めて選ばれ、第5戦で先発している。
1学年上の江川卓を擁する法政大学などに阻まれリーグ優勝は遠かったが、1978年春季リーグでは4回戦までもつれた法政との勝負を制してついに優勝。鹿取自身も、右手中指のマメを焼き潰したと言われるほどの熱投を見せた。同年の大学日本選手権は、決勝で堀田一彦、中尾孝義のバッテリーを擁する専修大学を完封して優勝している。前年に続いて日米大学野球の日本代表に選出され、4試合に登板したものの先発した第5戦では敗戦投手となった。リーグ通算58試合に登板して21勝14敗、防御率1.89、219奪三振の成績を残した。
卒業後は社会人野球の日本鋼管に進む予定で、江川事件により巨人がボイコットした同年11月22日の同年のドラフト会議では欠席した巨人以外の他球団からも指名を受けなかった。しかしドラフト会議直後に巨人のスカウトの沢田幸夫から旧知の島岡監督に獲得の打診があり、プロ入りに反対していた祖父からも高知での家族会議を経て承諾を得て、ドラフト外で入団が決まった。なお、ドラフト会議を欠席した関係上、この年に限り巨人の新入団選手は全員がドラフト外入団となっている。
中日に1位指名で入団した高橋と同等の契約条件を巨人は鹿取に提示したという。

### 現役時代

#### 読売ジャイアンツ
入団当時の巨人には、同じサイドスローの投手として小林繁と田村勲の2名がいた。
1979年の合同自主トレでは小林の速球を見てプロでの活躍をあきらめかけた が、江川卓とのトレードで1月31日に小林が急きょ阪神に移籍し、さらに浅野啓司が足首を捻挫したため2月のキャンプで4日目に二軍から昇格すると、そのままシーズンを通じて一軍に定着している。また大学時代からの知り合いという縁もあって、オープン戦から遅れて合流した江川に心得などを伝達する担当に任命され、江川係と呼ばれるようになった。宿舎で同室になったり、キャッチボールの相手を務めることも多かったという。
同年は開幕戦となる4月7日の対中日戦でいきなり登板し、高木守道を中直に打ち取った。その後も6月9日の対中日戦で初勝利を挙げるなど、38試合に登板して3勝を挙げた。秋には伊東スタジアムで実施された秋季キャンプ「地獄の伊東キャンプ」に参加して、ギリギリのところまで自分を追い詰めるほどの猛練習を積み、終わった時には非常に解放感があったという。
1980年は51試合に登板して防御率も1点台と翌年への手応えを感じたが、一方でオフに監督の長嶋茂雄の辞任と王貞治の引退があり、幼少期からファンだったONがいなくなることに大きな衝撃を受けた。
1981年は初めてフロリダ州ベロビーチでのキャンプに参加し、サンディー・コーファックスやロイ・キャンパネラの講話を聞いた他、筋力トレーニングや身体ケアに対する意識の高さに感銘を受けたという。同年は前半戦で好成績を挙げてオールスターゲームにも選出されたが、オールスターの練習中に右手小指を骨折して後半戦は一軍登録を抹消されていた。このため日本一を奪回した同年の日本シリーズでもベンチ入りはしていない。
1982年から1983年にかけては主に中継ぎや抑えを務め、一方でローテーションの谷間の先発も任された。1982年には仙台での対広島戦でプロ初の先発を経験し、10回3分の1を無失点に抑えて同点のまま降板した。しかし次の先発となった6日後の後楽園での対阪神戦は1回でKOされ、江川や西本聖、定岡を中心とする先発陣が充実していた事もあって先発には定着しなかった。なお、1983年8月21日の横浜での対大洋戦では、164球を投げて2点に抑えプロ唯一の完投勝利を挙げている。同年の日本シリーズでは4試合に登板して4回1/3を投げ、自責点0の成績を残した。
なお、藤田元司が監督だったこの頃にはアンダースローへの転向を命じられたこともあった。投球フォームがどうしても合わずに転向は断念したが、自身の投球を見つめ直す機会になったという。
1984年はリリーフとして自分の立場を確立し、48試合に登板して自己最多の10SPを挙げた。その後も勝ち試合など重要な場面での起用が増えた。
1986年にサンチェが加入すると角三男と翌年まで3人で競争しながらお互いを信頼し、強力なリリーフ陣を形成している。
1987年は梅雨時から夏場にかけて調子を上げ、シーズン序盤のサンチェに代わる抑えの切り札としてリーグ最多の63試合に登板して防御率1.90を記録した。同年は巨人ファンから「鹿取大明神」と謳われる ほどの活躍を見せた一方で登板機会の多さは賛否両論を呼び、王の采配は王（ワン）パターンとまで評された。このため鹿取の登板を告げる「ピッチャー鹿取！」は流行語になり、酷使されるというニュアンスの「鹿取（かと）られる」という造語も生まれている。一方、鹿取自身は登板過多に抵抗はなく、起用に応えるためいつ選手生命が終わってもいいと思っていたという。シーズンMVPは僅差で捕手の山倉和博が受賞したが、自身はヤナセMVP賞に選ばれてメルセデス・ベンツを受け取った。同年の日本シリーズでは3試合に登板し、計6回を自責点1に抑えた。第6戦では水野雄仁の後を受けて4イニングのロングリリーフを務めている。
1988年はサンチェの退団や前年中継ぎだった岡本光、廣田浩章の不振もあって負担が大きく増した。このような状況で4月29日の対広島戦で4回1/3のロングリリーフを務めたのを境に、鹿取自身も調子が下降。同年は8勝17セーブを挙げたものの、防御率は3.20と前年より低下した。巨人監督として王の最後の試合になった10月4日の対大洋戦で、点差が開いた場面にもかかわらず最後の1イニングを任され、ウィニングボールを王が記念にもらった事が最高に感動したという。同年オフは主力がほとんどいないパームスプリングスでの秋季キャンプにも参加し、新球種のチェンジアップの習得に励んだ。
1989年は長年の疲労や、藤田監督による先発完投のチーム方針の下で登板間隔が開きがちになる調整の難しさ から調子を落とした。球威の低下 や、投球時に重心が高くなる傾向 が見られ、先発の槙原寛己がリリーフに起用される事もあった。同年は2勝3セーブに終わり、シーズン終盤には来季の構想外と受け取れるような起用をされてスポーツ紙に去就が取り沙汰されている。同年の日本シリーズでは第2戦で2/3回を投げただけだった。11月6日には多摩川グラウンドでの練習の際に藤田監督から「放出するつもりはないが来季も起用法は変えないので、トレードを希望するなら他球団からのオファーに応じる」と伝えられた。その後、パームスプリングスでのキャンプでも残留は要請されず決断を迫られ、移籍を志願。当初福岡ダイエーホークスから声がかかっており、更に一時はダイエーの他、オリックス、ロッテ、西武、日本ハム、大洋、ヤクルトの7球団争奪とも伝えられたことがあったが、鹿取が自宅をすでに建てていたこともあり、藤田監督が西武ライオンズの森祇晶監督に相談した事で、最終的には西岡良洋との交換トレードという形で西武に入団した。

#### 西武ライオンズ
1990年はマウイ島での自主トレにも参加し、同学年で日米大学野球の代表でも一緒だった石毛宏典らとのゴルフなどを通じてチームに溶け込んだ。キャンプでは序盤から秋山幸二、清原和博を相手としたフリー打撃に登板し、秋山は「キレが良くて打てない」、清原は「速かったなぁ」 と言わしめた。また、このキャンプでは秋山や平野謙、羽生田忠克らの外野守備のレベルの高さに衝撃を受けている。また、監督の森祇晶からはストッパーとしての起用を明言されていたが、前年の不振から通用するかという不安やプレッシャーもあったという。
同年の初登板となった4月14日の平和台での対ダイエー戦では森監督や内野陣に激励を受け、2安打を浴びながらセーブを挙げて祝福されてチームの一員という実感が一気にわいたという。その後も好投を続け、5月30日の西武球場での対ダイエー戦でNPB新記録（当時）となる10試合連続セーブを達成した。セットアッパーの潮崎哲也の活躍もあり、シーズンでは27セーブポイントを挙げて初タイトルとなる最優秀救援投手を受賞し、起用法や守備など周囲に支えられた事を深く感謝している。巨人と対戦した同年の日本シリーズでは第2戦で9回の1イニングを無失点に抑え、チームは4連勝して日本一となり、西武の強さを改めて実感したという。
1991年はセーブ数こそ前年より減ったものの、時にロングリリーフもこなすなどの活躍ぶりを見せた。投球回数は4年ぶりに70回を超え、防御率もキャリアハイに並ぶ1.78だった。シーズンでは自身初の胴上げ投手になり、同年の日本シリーズでは2試合に登板して2回を無失点に抑えた。
1992年は8月に通算100セーブを達成するなど、潮崎とのダブルストッパーでフル回転の活躍を見せた。同点やリードされている場面での登板後、味方が決勝点を挙げた試合も多く、自身唯一の二桁勝利を全て救援により挙げているが、35歳及びプロ14年目での初の2桁勝利は当時のNPB記録。また、優勝が決定してからは、1試合だけであるが先発も務めている。ヤクルトとの日本シリーズは第1戦で延長10回からマウンドに上がり、又従兄弟（後述）でこの試合を完投した岡林洋一と投げ合った。この試合は10回に岡林に四球を与えるなどリズムに乗り切れず、12回に杉浦享にサヨナラ本塁打を打たれて敗戦投手となった。第4戦では渡辺智男の後を受けて再び岡林と投げ合い、5回2/3を3安打無失点に抑える好投で勝利投手となり存在感を見せつけたが、第6戦では逆転直後の6回から登板し、3回を投げて6安打3失点とリードを守りきれなかったなど、シリーズでは全般的にもう一つであった。だが、これまでの活躍ぶりが認められ、同年オフの契約更改では、年俸が初めて1億円（推定）に到達し、「僕は自分の力よりバックに助けられている人間ですから。投げられるだけで幸せなんです」と西武ナインに対する感謝を口にした。
1993年に杉山賢人が入団すると、潮崎と3人で勝ち試合の終盤を任されるようになった。巨人時代のサンチェや角との経験を踏まえて助け合う事の重要さを2人に伝え、森監督が「サンフレッチェ」と命名した安定感の高い救援トリオを形成している。特に同年は3人全員が40試合以上に登板して防御率2点台以下の成績を残し、敵味方双方に勝ちパターンのイメージを強く植えつけた。この年の日本シリーズは第4戦から第6戦までサンフレッチェが揃って登板し、第5戦では鹿取が勝利投手となっている。シリーズ通算では4試合で6回2/3を投げ、自責点3の成績だった。
1994年は前半緊急登板が多かったせいか夏場に調子を落とし、後半はストッパーの座を新谷博や石井丈裕に明け渡す形になったが、終盤は勝負どころのロングリリーフで復活し、結果的に5連覇に貢献した。この年の日本シリーズでは第5戦でヘンリー・コトーに2ランを浴びるなど、2試合に登板して2回を3失点の内容でチームも巨人に敗れた。
1995年は、新しく監督になった東尾修の方針もあり、ストッパーの座を潮崎に譲り、自身は中継ぎ役に徹した。この年は、何試合か先発も務めており、完投勝利目前まで投げたこともあるなど、相変わらずのタフネスぶりを見せた。
1996年5月6日の対ロッテ戦で救援勝利を挙げて通算80勝130Sとなり、当時の日本記録だった江夏豊の210SPに並び、5月16日の対日本ハム戦で通算81勝目を挙げて新記録を樹立した。
1997年は開幕を二軍で迎え、ヒザの悪化などもあって本来の球威が戻らなかった。同年の西武球場最終戦となる10月5日の対ダイエー戦の登板が引退登板となり、同じく引退する郭泰源に続く二番手としてマウンドに上がった。この試合では二番・村松有人に三塁打を打たれてそのまま降板している。最終的に西武では、巨人時代の45勝29敗58セーブを上回る46勝17敗73セーブの記録を残した。現役通算では19年間で755試合に登板し、延べ5,282人の打者と対戦して91勝46敗131セーブ、防御率2.76の成績だった。

### 現役引退後
引退後の1998年に巨人の二軍投手コーチに就任。岡島秀樹に対し、投球中に打者や捕手から目を切る頭の動きを修正せず、肩などの細かい部分の調整を指導することで低めへの制球力を付加した。同年の日米野球から一軍ベンチに入り、長嶋監督の下で働くようになった。翌1999年は水野雄仁とともに一軍投手コーチとなったが、戦力の見極めがうまくできずに葛藤している。
2000年は前年優勝した中日との最初の3連戦を工藤公康、ダレル・メイ、高橋尚成の左腕3人に先発させて3連勝するなど、投手起用が順調だった。またインセンティブ契約などの理由で中4日での登板を主張するメイには、データを基に中5日の方が成績が良いことを丁寧に説明するなど、意思疎通にも気を配っている。同年の日本シリーズでは第5戦での高橋尚成の先発をシリーズ前のミニキャンプから強く進言し、さらにシリーズで好調だった事からシーズン中に組んでいた村田善則ではなく村田真一を捕手で起用する事を主張した。長嶋監督はこれを認め、高橋尚成も完封の好投でこれに応えている。
チームは日本一になったものの同年オフに巨人を退団した。投手の起用を巡って一・二軍統括投手総合コーチの宮田征典とぶつかっていた。
2001年には現役引退時からの念願通り1Aのベロビーチ・ドジャースにコーチ留学した。これに先立って2月にはアリゾナ州のキャンプで三星ライオンズの臨時投手コーチを務めた。サイドスローの林昌勇を指導する予定だったが、契約問題で林が帰国しており他の投手の指導を行っている。シーズン終了後は翌年から2Aに昇格する話も出ていたが、同年オフに巨人監督に就任した親交のある原辰徳の要請で帰国してヘッドコーチに就任した。
2002年は斎藤雅樹や槙原寛己が引退、さらにメイが退団して先発投手の不足が心配されていたが、桑田真澄を本人の希望通り先発で起用するなど、上原浩治を中心にローテーションを組む方針を打ち出した。先発は中6日で登板させる代わりに7回以上を投げ抜く事を義務付け、他方で中継ぎにもローテーションを作って特定の選手に負担がかからないようにし、ブルペンでの投球数も減らすなどスタミナ温存の配慮を取っている。これらの方針が功を奏して1年間安定した投手力の供給に成功し、前年はリーグワーストの4.45だったチーム防御率はリーグトップの3.04に大きく改善。同年は新ストライクゾーンの影響で得点も両リーグ減少し、防御率も良化した年でもあった。
2003年は当時球団ワーストのチーム防御率4.43（チーム防御率リーグ5位）と低迷、シーズン中盤から斎藤雅樹とブルペン担当コーチを交替し、投手陣崩壊の責任を取って9月5日に辞任を表明し、同年オフヘッドコーチを辞任した。
2005年には新設された茨城ゴールデンゴールズのヘッドコーチに就任し、同年限りで退任した。また、マスターズリーグでは札幌アンビシャスに所属している。
2006年には、監督の王貞治から直接要請を受けて第1回WBCの日本代表投手コーチを務めた。大会前から対策していた公式球での対応に予想以上に苦労しながら、球数制限をいかに克服して継投するかを考え、優勝に貢献している。
2011年は、スポーツ報知野球評論家、RFラジオ日本とBS-TBSのMLB中継で野球解説者を務めた。
2014年、侍ジャパンのアンダー世代である15U（中学生以下）代表監督にも就任した。さらに、野球日本代表のテクニカルディレクターに就任した。
2015年7月16日に、第1回WBSCプレミア12の日本代表投手コーチを務める事が発表された。プレミア12は3位に終わった。
2017年4月1日付で巨人のGM特別補佐に就任。同年6月13日に巨人のGM兼編成本部長に昇格した。同年は4位に終わり、2018年は前年中日で本塁打王に輝いたアレックス・ゲレーロ、西武から野上亮磨 を獲得したが両選手とも振るわなかった。10月11日付で退任。
2022年からはテレビ朝日のゲスト野球解説者として活動する。

## 選手としての特徴
右サイドスローから140km/h台のキレの良いストレートと多彩な変化球を投げ分け、キレの良いスライダーとシンカーに加え、1989年頃からはチェンジアップも持ち球に加えていた。サイドスローのため左打者を苦にすると見られる事が多かったが、膝下に落ちるスライダーなどがあって左打者の方が抑えやすかったという。
現役時代はブルペンで3球投げれば肩を作れるというタフさで知られ、プロ2年目の1980年にはベンチで目が合った長嶋茂雄監督に直接マウンドに送られた事も2回あったという。鹿取自身は必ずしも肩の仕上がりは早くなかったが、チャンスをつかんだり信頼に応えるために努力した、と述べている。リリーフで連投の疲れがたまった時は球威を落として制球を意識しながら投げ、変化球の曲がりが悪化するのを逆手にとって打者のイメージとのギャップを利用するなどの工夫をしていた。
キャンプでは1日に150球近くを投げ込む日もあった。一方で、シーズン中は試合のない日は絶対投げないなどメリハリをつけていた。これは肩やヒジは消耗品なので投げる時は必ず全力で、張りを覚えたら止めるという方針に基づいていた。西武では投手コーチの八木沢荘六がノースローなどについて裁量を認めており、調整がしやすかったという。
登板間隔が開くと不安になって調整登板を志願することもあったが、そのような場合は集中を高めにくかった。年間40試合程度の間隔が理想だったという。またリリーフ各自が自分の出番を把握し、ベンチの起用と一致している場合は集中力が高めやすく、その経験を活かしてコーチ時代はブルペンの状態に気を配っていた。なお、巨人と西武ではローテーションの谷間などで計16回、先発を経験した。巨人時代は結果を残そうと必死だったが、西武の時は5回まで投げる事を目標に長いイニングを消化して中継ぎの負担を減らそうとし、結果的に好投に繋がったという。

## リリーフに対する考え方
現役時代、リリーフの心構えとしては
- 抑えようとするより、相手投手より少しでも長くマウンドにいようと考える
- 勝負を急がず、3球はボールが使えると考えてじっくり攻める

事を挙げている。
また、抑え投手に必要な条件としては、速球が武器になり、決め球となる変化球ができれば2種類ある事、連投が効いて短時間で集中力を高められる事 を挙げている。他チームのクローザーでは、津田恒実や山本和行、江夏豊のような味方に安心感を与える投手に感心したという。なお津田は常時150km/h台前半の速球を投げており、自身が見た中で最も球の速い投手だったと述べている。

## 日本ハム戦（東京ドーム）での3度の完封未遂
リリーフでの起用が多かったため、完封は記録したことがなく、完投も1度あるだけである。しかし、1994年（37歳）から1995年（38歳）にかけて、いずれも東京ドームの日本ハム戦で、完封に近い投球をしたことがある。
- 1994年、6月8日の日本ハム戦（東京ドーム）では、先発の村田勝喜が1回無死1、2塁の場面で腰痛を訴え4球で降板[55]。この時マッサージを受けていた鹿取が二番手として緊急登板。最初の打者となった田中幸雄に安打を許し、続くマット・ウインタースの併殺打の間に1点を入れられたが、2回以降は安打を許さず（3回以降は一人の走者も許さず[55]）、勝利投手となった（9回を97球、1安打2四死球無失点）。公認野球規則では、1回の守備時に、無死・無失点の状態で先発投手が降板し、交代した投手がそのまま試合終了まで無失点で抑えた場合には、交代した投手に完封が記録される（完投は記録されない）が、この試合ではチームが失点しているため完封も記録されなかった[56]。
- 1995年7月16日の日本ハム戦（東京ドーム）では、先発の白鳥浩徳が1回裏に2点を取られてなお1死満塁の場面で登板。後続を抑えて、9回裏まで3安打無失点に抑えた（8回3分の2を3安打3四死球無失点）。チームも勝利し、翌日の新聞には「救援・鹿取、8回3分の2を”完封”」との見出しが掲載された[57]。
- 1995年8月25日の日本ハム戦（東京ドーム）では、この年2度目の先発登板。8回まで無失点に抑え、9回裏も2死無走者にまでしたが、それまでプロ通算3本塁打の渡辺浩司に本塁打を打たれ、17年目のプロ入り初完封を逃し、さらに振り逃げと安打で二死1、2塁となって交代となり12年ぶりの完投も逃す結果となった（8回3分の2を8安打2四球1失点）[58]。

## 打者との対戦
現役時代に対戦して最も印象に残った打者としては、山本浩二の名を挙げている。山本は非常に読みが鋭く、わざと空振りをして球種の選択を誤らせてくるような駆け引きもあり、一方で普段のイメージと違うキレの悪い変化球を打ち損じる事もしばしばあったという。この他にセ・リーグでは衣笠祥雄は連続出場記録があるため内角を攻めづらく、掛布雅之や長嶋清幸が苦手だったという。また、球が良ければ抑えられる達川光男のようなタイプを得意とし、逆にケン・モッカやフェリックス・ミヤーンには良い球でもしばしばヒットにされた。1988年はシーズン4本塁打の田尾安志に2度サヨナラ本塁打を浴びている。
パ・リーグは指名打者制のため息を抜ける場面がなく、またいてまえ打線に象徴されるような思い切りの良いバッティングが多く失投が長打に繋がりやすかったという。特にラルフ・ブライアントのスイングの速さは衝撃を受けるほどで、外角低めの投球が強烈なピッチャーライナーになるほどだった。また、自分の世界に浸っていて待ちが読めない山本和範や、良い場面で打たれる事の多かった藤本博史が印象に残ったという。なお、1994年はNPB記録のシーズン210安打を達成したイチローを7打席ノーヒットに抑えた。この年は、外角のスライダーでストライクを取り、インハイの速球で体を起こして外角の出し入れで勝負するスタイルが成功したと語っている。

## エピソード
岡林洋一とは母親同士が従姉妹で、又従兄弟同士の関係に当たる。このため、岡林のプロ入りの決断やリリーフとしての心構えなどについて相談に乗ったり、自主トレを一緒に行ったりしていた。
リーグ最多登板を記録した1987年頃に、六本木で会った東尾修に「言われるままに投げるだけでなく、自分を大事にしろ」と言われたが、「（東尾のような）先発の代わりはいないが、中継ぎはいくらでもいるから黙って投げないといけない」と答えたという。のちに東尾とは西武で監督と選手という形で邂逅することになり、東尾のもとで当時の日本新記録となる通算211SPを達成することになる。
このように謙虚な姿勢を見せ、西武入団後のある年の契約更改で球団から年俸1億円の提示を受けたが、「1億円は主役の金額」と固辞してその手前の金額にした事もあった。

### テレビ出演など
1983年11月25日、笑っていいとも!のテレフォンショッキングに渡辺徹から紹介を受けて現役プロ野球選手として初めて登場した。また、現役晩年の1997年には同じく現役プロ野球選手初の個人ホームページを制作している（現在は閉鎖）。萩本欽一とは現役時代より親交があり、オフには仮装大賞など萩本の番組のゲストに呼ばれるのが常だった。この縁から引退後には茨城ゴールデンゴールズのヘッドコーチに就任している。
また、萩本の番組に出演した際には「俺は欽ちゃんに誘われたから（番組に）出たのだから、そういうやつにギャラを出すな」と出演料の受け取りを拒否して局から苦い顔をされた。事情を聞いた萩本が鹿取を宥めて受け取らせようとしたところ「仕事にも気分で引き受けるものとそうでないものがある。俺は気分で（番組出演を）引き受けたのだから、ギャラを出さないでほしい!」と逆に説教されたという。
2006年に公開された映画『出口のない海』の制作にあたっては、自身と同じ明治大学の投手という役を演じた市川海老蔵にサイドスローの指導をしている。また引退後も120-125km/hの速球を投げ、2007年3月17日放送のブロードキャスターではジャイロボールを投げてみせた。

## 詳細情報

### 年度別投手成績
| 年 度      | 球 団      | 登 板 | 先 発 | 完 投 | 完 封 | 無 四 球 | 勝 利 | 敗 戦 | セ 丨 ブ | ホ 丨 ル ド | 勝 率 | 打 者 | 投 球 回 | 被 安 打 | 被 本 塁 打 | 与 四 球 | 敬 遠 | 与 死 球 | 奪 三 振 | 暴 投 | ボ 丨 ク | 失 点 | 自 責 点 | 防 御 率 | W H I P |
| ---------- | ---------- | ----- | ----- | ----- | ----- | -------- | ----- | ----- | -------- | ----------- | ----- | ----- | -------- | -------- | ----------- | -------- | ----- | -------- | -------- | ----- | -------- | ----- | -------- | -------- | ------- |
| 1979       | 巨人       | 38    | 0     | 0     | 0     | 0        | 3     | 2     | 2        | --          | .600  | 244   | 59.0     | 45       | 5           | 25       | 2     | 5        | 29       | 0     | 1        | 24    | 22       | 3.36     | 1.19    |
| 1980       | 巨人       | 51    | 0     | 0     | 0     | 0        | 4     | 3     | 3        | --          | .571  | 336   | 86.0     | 59       | 7           | 30       | 8     | 5        | 63       | 1     | 0        | 18    | 17       | 1.78     | 1.03    |
| 1981       | 巨人       | 22    | 0     | 0     | 0     | 0        | 1     | 0     | 0        | --          | 1.000 | 148   | 37.2     | 25       | 3           | 11       | 2     | 3        | 22       | 0     | 0        | 12    | 10       | 2.37     | 0.96    |
| 1982       | 巨人       | 21    | 5     | 0     | 0     | 0        | 3     | 2     | 0        | --          | .600  | 243   | 57.2     | 57       | 10          | 12       | 0     | 5        | 36       | 0     | 0        | 30    | 29       | 4.50     | 1.20    |
| 1983       | 巨人       | 38    | 5     | 1     | 0     | 0        | 5     | 2     | 1        | --          | .714  | 396   | 94.0     | 101      | 14          | 25       | 2     | 1        | 64       | 1     | 0        | 41    | 38       | 3.64     | 1.34    |
| 1984       | 巨人       | 48    | 1     | 0     | 0     | 0        | 4     | 3     | 6        | --          | .571  | 345   | 88.0     | 69       | 11          | 25       | 4     | 1        | 58       | 1     | 0        | 27    | 24       | 2.45     | 1.07    |
| 1985       | 巨人       | 60    | 0     | 0     | 0     | 0        | 4     | 5     | 4        | --          | .444  | 350   | 84.1     | 74       | 11          | 30       | 4     | 3        | 75       | 0     | 1        | 33    | 33       | 3.52     | 1.23    |
| 1986       | 巨人       | 59    | 0     | 0     | 0     | 0        | 4     | 3     | 4        | --          | .571  | 398   | 101.0    | 82       | 8           | 18       | 3     | 3        | 68       | 0     | 0        | 29    | 26       | 2.32     | 0.99    |
| 1987       | 巨人       | 63    | 0     | 0     | 0     | 0        | 7     | 4     | 18       | --          | .636  | 366   | 94.2     | 66       | 8           | 16       | 4     | 4        | 70       | 0     | 0        | 23    | 20       | 1.90     | 0.87    |
| 1988       | 巨人       | 45    | 0     | 0     | 0     | 0        | 8     | 4     | 17       | --          | .667  | 271   | 64.2     | 63       | 10          | 12       | 6     | 2        | 40       | 1     | 0        | 25    | 23       | 3.20     | 1.16    |
| 1989       | 巨人       | 21    | 0     | 0     | 0     | 0        | 2     | 1     | 3        | --          | .667  | 142   | 34.1     | 29       | 4           | 10       | 1     | 2        | 25       | 2     | 0        | 12    | 12       | 3.15     | 1.14    |
| 1990       | 西武       | 37    | 0     | 0     | 0     | 0        | 3     | 1     | 24       | --          | .750  | 179   | 45.0     | 41       | 3           | 11       | 2     | 1        | 26       | 0     | 0        | 15    | 15       | 3.00     | 1.16    |
| 1991       | 西武       | 34    | 0     | 0     | 0     | 0        | 7     | 1     | 8        | --          | .875  | 287   | 70.2     | 60       | 3           | 22       | 10    | 0        | 37       | 0     | 0        | 15    | 14       | 1.78     | 1.16    |
| 1992       | 西武       | 38    | 1     | 0     | 0     | 0        | 10    | 1     | 16       | --          | .909  | 302   | 76.2     | 56       | 4           | 20       | 7     | 3        | 41       | 2     | 0        | 21    | 21       | 2.47     | 0.99    |
| 1993       | 西武       | 42    | 1     | 0     | 0     | 0        | 5     | 4     | 16       | --          | .556  | 274   | 68.0     | 57       | 2           | 17       | 4     | 4        | 47       | 0     | 0        | 21    | 17       | 2.25     | 1.09    |
| 1994       | 西武       | 40    | 0     | 0     | 0     | 0        | 7     | 3     | 5        | --          | .700  | 305   | 76.2     | 66       | 4           | 18       | 1     | 8        | 53       | 0     | 0        | 29    | 29       | 3.40     | 1.10    |
| 1995       | 西武       | 43    | 3     | 0     | 0     | 0        | 6     | 3     | 2        | --          | .667  | 344   | 85.2     | 74       | 8           | 19       | 3     | 4        | 43       | 1     | 0        | 24    | 23       | 2.42     | 1.09    |
| 1996       | 西武       | 47    | 0     | 0     | 0     | 0        | 7     | 3     | 2        | --          | .700  | 317   | 75.0     | 69       | 3           | 28       | 6     | 4        | 48       | 1     | 0        | 22    | 20       | 2.40     | 1.29    |
| 1997       | 西武       | 8     | 0     | 0     | 0     | 0        | 1     | 1     | 0        | --          | .500  | 35    | 7.1      | 11       | 1           | 5        | 0     | 0        | 1        | 0     | 0        | 8     | 8        | 9.82     | 2.18    |
| 通算：19年 | 通算：19年 | 755   | 16    | 1     | 0     | 0        | 91    | 46    | 131      | --          | .664  | 5282  | 1306.1   | 1104     | 119         | 354      | 69    | 58       | 846      | 10    | 2        | 429   | 401      | 2.76     | 1.12    |

- 各年度の太字はリーグ最高

### タイトル
- 最優秀救援投手：1回 （1990年）

### 表彰
- 月間MVP：1回 （1984年7月）
- ファイアマン賞：1回 （1990年）
- ヤナセ・ジャイアンツMVP賞：1回 （1987年）

### 記録
初記録
- 初登板：1979年4月7日、対中日ドラゴンズ1回戦（後楽園球場）、8回表2死に2番手で救援登板、1/3回無失点
- 初奪三振：1979年4月10日、対阪神タイガース1回戦（阪神甲子園球場）、3回裏に島野育夫から
- 初セーブ：1979年4月13日、対横浜大洋ホエールズ1回戦（横浜スタジアム）、7回裏に2番手で救援登板・完了、3回無失点
- 初勝利：1979年6月9日、対中日ドラゴンズ9回戦（ナゴヤ球場）、7回裏に4番手で救援登板、2回無失点
- 初先発：1982年5月12日、対広島東洋カープ8回戦（宮城球場）、10回1/3を無失点
- 初先発勝利：1982年6月5日、対広島東洋カープ11回戦（広島市民球場）、7回2失点
- 初完投勝利：1983年8月21日、対横浜大洋ホエールズ22回戦（横浜スタジアム）、9回2失点

節目の記録
- 500試合登板：1990年10月2日、対オリックス・ブレーブス26回戦（西武ライオンズ球場）、8回表に3番手で救援登板・完了、2回無失点で勝利投手　 ※史上64人目
- 100セーブ：1992年8月2日　対オリックス・ブルーウェーブ18回戦（西武ライオンズ球場）、7回表1死に2番手で救援登板・完了、2回2/3を無失点　※史上5人目
- 1000投球回数：1993年5月6日、対近鉄バファローズ6回戦（西武ライオンズ球場）　※史上248人目、581試合目での達成は最遅記録
- 600試合登板：1993年8月11日、対千葉ロッテマリーンズ16回戦（千葉マリンスタジアム）、9回裏1死に3番手で救援登板・完了、2/3回無失点でセーブ投手　※史上29人目
- 700試合登板：1995年9月21日、対オリックス・ブルーウェーブ25回戦（西武ライオンズ球場）、先発登板で8回1/3を2失点　※史上12人目

その他の記録
- オールスターゲーム出場：3回 （1987年、1991年、1993年）

### 背番号
- 29 （1979年 - 1989年）
- 26 （1990年 - 1997年）
- 75 （1998年 - 2000年）
- 84 （2002年 - 2003年）